# 秦榆市
秦榆市，中国旧市名。
中国共产党领导的冀东解放区设。1948年，中共政权占领山海关、秦皇岛后置，隶河北省。1949年撤销，其中石河以东设山海关市划归辽西省；石河以西设秦皇岛市。 